# Meningococcus elleni védőoltás
A meningococcus elleni védőoltás olyan vakcina, amelyet a Neisseria meningitidis baktériumok által okozott fertőzések megelőzésére használnak. A különböző oltóanyagok  az A, C, W135 és az Y törzsbe tartozó meningococcus valamelyike vagy mindegyike ellen nyújtanak védelmet. A vakcinák 85–100%-ban hatékonyak, legalább két évig. Ahol széles körben használják, ott csökkentik az agyhártyagyulladás és a szepszis kialakulásának kockázatát. Az oltóanyagot vagy az izomba, vagy a bőr alá fecskendezik.
Az Egészségügyi Világszervezet ajánlása szerint azokban az országokban, ahol a betegség viszonylag elterjedt, vagy ahol gyakoriak a kitörések, a vakcinát az oltási rend részévé kell tenni. Ahol kisebb a fertőzés kockázata, a nagy kockázatnak kitett csoportok immunizálását javasolják. Az úgynevezett afrikai meningitis-övben jelenleg az A típusú meningococcus ellen védő konjugált vakcinával próbálják beoltani az összes egy és harminc év közötti lakost. A mekkai zarándoklatra utazók számára a védőoltás kötelező.
Az oltóanyag általában biztonságos. Egyesknél az oltás helyén fájdalom vagy bőrpír jelentkezhet. A tapasztalatok azt mutatják, hogy a vakcina a terhesség alatt is biztonságosan beadható. Súlyos allergiás reakciók egymillióból kevesebb mint egyszer fordulnak elő.
A meningococcus elleni védőoltást először az 1970-es években kezdték el alkalmazni. Az oltóanyag szerepel az Egészségügyi Világszervezet alapvető gyógyszereket tartalmazó listáján, amely az egészségügyi alapellátásban szükséges legfontosabb gyógyszereket sorolja fel.

## Fordítás
- Ez a szócikk részben vagy egészben  a   Meningococcal vaccine című angol Wikipédia-szócikk ezen változatának fordításán alapul.  Az eredeti cikk szerkesztőit annak laptörténete sorolja fel. Ez a jelzés csupán a megfogalmazás eredetét és a szerzői jogokat jelzi, nem szolgál a cikkben szereplő információk forrásmegjelöléseként.